# David Coromina i Pararols
David Coromina i Pararols és un futbolista català, nascut a Santa Pau el 9 de setembre de 1974. Ocupa la posició de defensa.

## Trajectòria
Comença a destacar als filials del Barça, arribant a disputar sis partits de Segona Divisió amb el FC Barcelona B (96/97). A la campanya 97/98 milita al Nàstic de Tarragona i a l'any següent, recala al Palamós CF, amb qui juga a Segona B i Tercera.
L'equip català és adquirit per l'empresari Dmitri Píterman. En Píterman deixa el Palamós per passar a dirigir el Racing de Santander el 2002, i s'enduu amb ell l'entrenador i diversos jugadors del conjunt blau-i-or, entre ells en Coromina. Eixa temporada, el defensa debuta a primera divisió, tot jugant 16 partits. A la temporada següent en juga d'altres 14.
La temporada 04/05 passa al Deportivo Alavés, on també hi ha en Píterman. Amb el conjunt basc hi milita durant quatre temporades, una d'elles a la màxima categoria. És titular a l'Alavés, amb qui suma més de 100 partits. El 2008 deixa l'Alavés, sense fitxar per altre equip.

## Biografia
Es va casar amb Patrícia Bataller. Fa de flequer al forn 'Bataller' d'Hostalets d'en Bas.